# Seznam ukrajinskih matematikov
Seznam ukrajinskih matematikov.

## D
- Vladimir Geršonovič Drinfeld (1954 –)  1990

## K
- Aleksej (Oleksij) Kostenko (v Sloveniji)
- Mihajlo Pilipovič Kravčuk (1892 – 1942)

## M
- Naum Natanovič (Nohim Sanalevič) Meiman (1912 – 2001) (ukrajinsko-judovskega rodu; politični disident)
- Ernesto Mordecki Pupko (1962) (Urugvaj)

## O
- Timofej Fjodorovič Osipovski (1766 – 1832)
- Mihail Vasiljevič Ostrogradski (1801 – 1861/62)

## P
- Aleksej Zinovjevič Petrov (1919 – 1972)
- Leonid Ivanovič Pljušč (1938 – 2015) (disident)

## S
- Anatolij Volodimirovič Skorohod (1930 – 2011)

## U
- Pavel Samuilovič Urison (Urysohn; ukr. Pavlo Samijlovič Uryson) (1898 – 1924)

## V
- Georgij Feodosjevič Voronoj (1868 – 1908)